# Poecilopsis borealis
Poecilopsis borealis là một loài bướm đêm trong họ Geometridae.